# Lill-Godträsket, Norrbotten
Lill-Godträsket är en sjö i Piteå kommun i Norrbotten och ingår i Jävreåns huvudavrinningsområde. Sjön har en area på 0,197 kvadratkilometer och ligger 34 meter över havet. Sjön avvattnas av vattendraget Jävreån.

## Delavrinningsområde
Lill-Godträsket ingår i det delavrinningsområde (724320-175902) som SMHI kallar för Ovan 724265-176267. Medelhöjden är 52 meter över havet och ytan är 21,35 kvadratkilometer. Räknas de 4 avrinningsområdena uppströms in blir den ackumulerade arean 81,2 kvadratkilometer. Avrinningsområdets utflöde Jävreån mynnar i havet. Avrinningsområdet består mestadels av skog (80 procent). Avrinningsområdet har 1,04 kvadratkilometer vattenytor vilket ger det en sjöprocent på 4,9 procent.